# 1794 год в науке
В 1794 году были различные научные и технологические события, некоторые из которых представлены ниже.

## Изобретения
- 14 марта Эли Уитни получил патент на хлопкоочистительную машину.

## Печатные работы
- «Зоономия, или Законы органической жизни» — труд английского врача и натуралиста Эразма Дарвина, опубликованный в 1794 году в двух томах. Книга затрагивает такие темы, как патология, анатомия, психология и функционирование человеческого тела. В книге присутствуют ранние идеи эволюционного учения, позднее развитые внуком Эразма Дарвина, Чарлзом Дарвином.
- «О происхождении найденной Палласом и других подобных ей железных масс и о некоторых связанных с этим явлениях природы» — книга Эрнста Хладни[1], в которой он высказал предположение, что метеориты возникли в космосе, став одним из основателей современной метеоритики.
- «Начала геометрии» — учебник Адриена Лежандра, выдержавший несколько изданий при его жизни, множество переводов и посмертные переработки другими авторами. Его книга стала образцом для всех дореволюционных учебников по элементарной математике в России.

## Родились
- 15 марта — Фридрих Кристиан Диц, основатель романской филологии.
- 10 апреля — Эдвард Робинсон, американский библейский богослов-экзегет, археолог, географ и переводчик, основатель библейской географии как научной дисциплины[2].
- 20 апреля — Фёдор Алексеевич Семёнов, русский астроном-любитель.
- 26 апреля — Андрей Михайлович Шёгрен, российский языковед финского происхождения, исследователь финно-угорских языков, создатель первой грамматики осетинского языка.
- 27 апреля — Ашиль Ришар, французский ботаник, миколог, врач и минералог[3].
- 14 августа — Михал Балинский, польский историк.

## Скончались
- 10 января — Иоганн Георг Адам Форстер, немецкий учёный, путешественник (род. 1754).
- 29 марта — Мари Жан Антуан Никола маркиз де Кондорсе, французский философ-просветитель, писатель, учёный-математик, социолог, экономист и политический деятель (род. 1743).
- 8 мая — Антуан Лоран Лавуазье, французский учёный, основатель современной химии (род. 1743)
- 9 ноября — Григорий Сковорода, русский и украинский философ, поэт, педагог, учёный (род. 1722).